# Projet Esther
Pour les articles homonymes, voir Esther.
Le projet Esther est un programme de l'Heritage Foundation, un groupe de réflexion conservateur américain basé à Washington (district de Columbia), qui vise à empêcher les manifestations pro-palestiniennes et ce qu'il qualifie d'antisémitisme. Le projet a reçu le soutien de plusieurs organisations chrétiennes évangéliques, mais d'aucune organisation juive importante,.
Selon le New York Times, Slate, Haaretz, The Forward et Jewish Insider (en), le projet Esther ne s'attaque pas à l'antisémitisme de droite,,,,.
Il est également critiqué pour avoir intégré des allégations antisémites dans sa rhétorique. Le projet Esther qualifie largement la critique d'Israël (en) de terrorisme et appelle à cibler les universités, les étudiants, ainsi que la politique et les politiciens progressistes américains (en).
Le média en ligne Politico décrit le projet Esther comme « un plan moins connu des mêmes créateurs que le Projet 2025 ». En mai 2025, le New York Times constate que la seconde administration de Donald Trump a appelé ou mis en œuvre plus de la moitié des propositions du projet Esther.

## Historique
L'Heritage Foundation lance le projet Esther en octobre 2024 ; il porte le nom de la figure biblique Esther. Rédigé par Victoria Coates (en), Robert Greenway et Daniel Flesch à la suite des attaques menées par le Hamas contre Israël le 7 octobre 2023 le projet décrit les groupes pro-palestiniens comme faisant partie d'un « réseau de soutien au Hamas », et vise à démanteler le mouvement pro-palestinien aux États-Unis, son soutien dans les écoles et les universités, les organisations progressistes et le Congrès en les qualifiant de « réseau de soutien au terrorisme »,. Selon le New York Times, le plan s'appuie sur les efforts de l'été 2024 pour créer une stratégie nationale visant à « convaincre le public de percevoir le mouvement pro-palestinien aux États-Unis comme faisant partie d'un réseau de soutien au Hamas mondial qui représente une menace non seulement pour les Juifs américains, mais pour l'Amérique elle-même ».
Le projet a du mal à trouver des organisations juives avec lesquelles s'associer, tout en mettant à l'écart celles qui s'associent à lui,. Plusieurs organisations juives et sionistes chrétiennes ont déclaré au New York Times qu'elles ne voulaient pas s'associer à ce plan parce qu'il ne se concentre pas sur l'antisémitisme de droite, ce qui est trop partisan.

## Objectifs et tactiques
Dans le cadre de ses projets, le projet Esther indique qu'il attend une administration présidentielle amicale, après quoi « nous nous organiserons rapidement, prendrons des mesures immédiates pour “arrêter l'hémorragie” et atteindrons tous les objectifs dans les deux ans ».
Un rapport du New York Times révèle que de nombreuses actions de la deuxième administration Trump correspondent étroitement à plus de la moitié des propositions du projet Esther. Dans une interview accordée au Times, les architectes du projet Esther déclarent que s'il existe des « parallèles évidents » entre leurs propositions et les actions de l'administration Trump, les responsables du patrimoine ne savent pas si la Maison Blanche s'est inspirée du projet Esther.
En janvier 2025, un rapport du Forward révèle que l'Heritage Foundation a envoyé aux donateurs du projet Esther un dossier de présentation ayant fuité qui comprend un plan visant à identifier et à cibler les éditeurs de Wikipédia qui, selon le groupe, « abusent de leur position » en publiant des contenus considérés comme antisémites,
.
Le New York Times décrit l'objectif du projet Esther comme étant de « qualifier un large éventail de critiques d'Israël de 'réseau de soutien au terrorisme', afin qu'ils puissent être expulsés, désubventionnés, poursuivis en justice, licenciés, expulsés, ostracisés et diversement exclus de ce qu'il considère comme une 'société ouverte' ». Il met en évidence les tentatives visant à retirer des écoles et des universités les programmes d'enseignement considérés comme « soutenant le Hamas », à retirer les « enseignants qui soutiennent le Hamas », à purger les médias sociaux de tout contenu antisémite présumé, à supprimer le financement public des institutions, à révoquer les visas et à expulser les personnes qui s'engagent dans des activités de défense des droits des Palestiniens (en).
Le projet Esther accuse la « communauté juive américaine » de « complaisance ». Sa seule coprésidente juive, Ellie Cohanim (en), a critiqué d'autres groupes juifs luttant contre l'antisémitisme. Le projet Esther cherche à désigner les personnes qui participent à des manifestations pro-palestiniennes comme apportant un « soutien matériel » au terrorisme, et cible des groupes tels que Jewish Voice for Peace (Voix juive pour la paix) ou le mouvement Étudiants pour la justice en Palestine (en). Les documents de présentation du projet Esther ont d'abord été révélés par The Forward, qui souligne que ses objectifs sont de réformer le monde universitaire en défaisant des institutions, en refusant à certains groupes pro-palestiniens l'accès aux campus et en renvoyant des membres du corps professoral. Le projet soutient également la guerre juridique en intentant des procès civils et en identifiant les étudiants étrangers à expulser, et prévoit de faire appel aux forces de l'ordre locales, nationales et fédérales pour « créer des conditions inconfortables » afin de dissuader les groupes de manifester.
La fondation a ciblé huit «têtes pensantes» - George Soros, Alexander Soros, J. B. Pritzker, Angela Davis, Manolo de los Santos, Vijay Prashad (en), Neville Singham (en) et Jodie Evans (en) - qui, selon lui, sont au cœur de la politique progressiste. La famille Soros fait l'objet d'un certain nombre de théories de conspiration antisémites (en) de longue date qui correspondent au langage utilisé par le projet Esther. Le New York Times rapporte que ses documents de présentation aux donateurs potentiels comprennent une illustration d'une pyramide des « élites progressistes » avec Soros et Pritzker au sommet. La présentation vise également la Tides Foundation (en) et le Rockefeller Brothers Fund (en) comme faisant partie d'un « écosystème » antisémite, ainsi que les politiciens « alignés » Bernie Sanders et Elizabeth Warren.
Selon Mondoweiss, le projet ne vise pas à lutter contre l'antisémitisme, mais à combattre le militantisme politique, en particulier celui de la gauche.
Selon le New York Times, Slate, Haaretz, The Forward et Jewish Insider, le projet Esther n'aborde pas l'antisémitisme de droite,,,,. Selon Slate, le projet Esther ne reconnaît ni n'aborde l'antisémitisme de droite ou le suprémacisme blanc. 
Selon The Forward, « le projet Esther se concentre exclusivement sur les critiques de gauche d'Israël, ignorant les problèmes d'antisémitisme des suprémacistes blancs et d'autres groupes d'extrême droite ». Haaretz rapporte également que le projet Esther n'aborde pas l'antisémitisme de droite. Lorsqu'il est demandé à Jewish Insider d'expliquer pourquoi l'effort n'inclue pas l'antisémitisme de droite, James Carafano (en), le chef des opérations antisémites de Heritage Foundation, déclare que « les suprémacistes blancs ne sont pas mon problème parce que les suprémacistes blancs ne font pas partie de l'identité conservatrice »,. Selon le New York Times, Victoria Coates, responsable du projet Esther, « a reconnu que l'antisémitisme était également un problème à droite », ajoutant que les groupes progressistes visés par le projet constituent une menace pour la société américaine, et pas seulement pour Israël.
Le Times of Israel décrit l'objectif du projet Esther comme une « répression gouvernementale des groupes anti-israéliens après le retour de Donald Trump à la Maison Blanche ».
Selon Religion Dispatches (en) et le New York Times, le projet Esther est étroitement lié au sionisme chrétien et à la Nouvelle réforme apostolique,. Le New York Times rapporte qu'un certain nombre de groupes chrétiens évangéliques impliqués dans le projet Esther s'étaient alignés sur les conservateurs israéliens qui croient que la Bible donne à Israël le droit de contrôler les territoires palestiniens occupés, et que certains croient également que le soutien à Israël accélérera la fin des temps ou fera progresser l'influence mondiale de la chrétienté.

## Accueil
Inside Philanthropy (en) écrit : « Le document [de présentation] du projet Esther est répétitif et la prose est exagérée, mais étant donné l'influence potentielle de l'Heritage Foundation dans une seconde administration Trump, il vaut la peine d'être pris au sérieux. ». Le projet reçoit le soutien d'organisations chrétiennes évangéliques, dont Family Research Council, Faith and Freedom Coalition (en), Coalition for Jewish Values (en) et National Committee for Religious Freedom.
Les critiques affirment que le projet Esther se livre parfois à une militarisation de l'antisémitisme. Par exemple, le New York Times rapporte que ce projet est critiqué pour avoir « exploité des préoccupations réelles concernant l'antisémitisme » afin de promouvoir « une refonte radicale de l'enseignement supérieur et l'écrasement des mouvements progressistes de manière plus générale ». Jonathan Jacoby (en) directeur national du projet Nexus (en), critique Esther pour avoir fait de l'antisémitisme « non plus une question d'idéologie ou de politique, mais une question de terrorisme et de menaces pour la sécurité nationale américaine ».
Le projet Esther est critiqué pour avoir incorporé des tropes antisémites dans sa rhétorique, et pour ne pas avoir abordé l'antisémitisme de droite,,,,. La journaliste Michelle Goldberg (en) critique Esther pour avoir accusé les juifs progressistes d'antisémitisme. Selon Baptist News Global (en), « la rhétorique du projet Esther, qui consiste à lutter contre de puissants “cerveaux” juifs, renforce les théories conspirationnistes séculaires sur les juifs qui ont trop de pouvoir et d'influence ».
Une lettre ouverte de trois douzaines d'anciens membres de groupes juifs et de l'ancien président national de l'Anti-Defamation League, Robert Sugarman, critique le projet Esther, déclarant que « toute une série d'acteurs se servent d'une prétendue inquiétude concernant la sécurité des Juifs comme d'un gourdin pour affaiblir l'enseignement supérieur, les procédures régulières, les freins et contrepoids, la liberté d'expression et la presse » et appelant les dirigeants et institutions juifs « à résister à l'exploitation des craintes des Juifs et à se joindre publiquement à d'autres organisations qui luttent pour préserver les garde-fous de la démocratie ».
La directrice exécutive de Jewish Voice for Peace, Stefanie Fox, critique le projet Esther et Donald Trump qui « s'inspirent directement du manuel de jeu autoritaire, en utilisant des outils de répression d'abord contre ceux qui s'organisent pour les droits des Palestiniens », et « ce faisant, en aiguisant ces outils pour les utiliser contre tous ceux qui contestent son programme fasciste ». Stefanie Fox déclare que le projet Esther n'a « absolument rien à voir avec la sécurité des Juifs, et qu'il vise uniquement à détruire le mouvement de libération palestinien en utilisant des outils qui peuvent ensuite être utilisés contre toutes les communautés et tous les mouvements, et contre la démocratie elle-même ».
Schuyler Mitchell écrit pour Truthout (en) que le projet Esther est particulièrement motivé par la recherche de moyens d'interférer avec l'activisme de gauche, en partie par l'utilisation de la loi RICO, et que ses méthodes ressemblent à celles du maccarthysme.
Le magazine Jacobin déclare que le projet Esther fait partie d'une campagne de troisième peur rouge contre le mouvement pro-palestinien et la gauche politique.